# Natação no Campeonato Mundial de Esportes Aquáticos de 2017 - 1500 m livre masculino
A prova dos 1500 metros livre masculino da natação no Campeonato Mundial de Esportes Aquáticos de 2017 ocorreu nos dias 29 de julho e 30 de julho em Budapeste na Hungria.

## Recordes
Antes desta competição, os recordes mundiais e do campeonato nesta prova eram os seguintes:
| Tipo                  | Atleta   | Tempo    | Local   | Data                |
| --------------------- | -------- | -------- | ------- | ------------------- |
|                       | Sun Yang | 14:31.02 | Londres | 4 de agosto de 2012 |
| Recorde do campeonato | Sun Yang | 14:34.14 | Xangai  | 31 de julho de 2011 |

## Medalhistas
| Ouro                       | Prata                    | Bronze            |
| Gregorio Paltrinieri (ITA) | Mykhailo Romanchuk (UKR) | Mack Horton (AUS) |

## Resultados

### Eliminatórias
Esses foram os resultados das eliminatórias. Foram realizadas no dia 29 de julho com início às 10:44. 
| Pos. | Bateria | Raia         | Nadador              | Nacionalidade  | Tempo    | Notas            |
| ---- | ------- | ------------ | -------------------- | -------------- | -------- | ---------------- |
| 1    | 4       | 3            | Mykhailo Romanchuk   | Ucrânia        | 14:44.11 | Q,               |
| 2    | 4       | 4            | Gregorio Paltrinieri | Itália         | 14:44.31 | Q                |
| 3    | 4       | 5            | Gabriele Detti       | Itália         | 14:50.10 | Q                |
| 4    | 4       | 7            | Jan Micka            | Chéquia        | 14:55.47 | Q                |
| 5    | 3       | 6            | Wojciech Wojdak      | Polónia        | 14:57.39 | Q                |
| 6    | 4       | 6            | Henrik Christiansen  | Noruega        | 14:57.41 | Q                |
| 7    | 3       | 4            | Mack Horton          | Austrália      | 14:59.24 | Q                |
| 8    | 4       | 0            | Serhiy Frolov        | Ucrânia        | 14:59.32 | Q                |
| 9    | 2       | 4            | Park Tae-hwan        | Coreia do Sul  | 14:59.44 |                  |
| 10   | 3       | 2            | Ahmed Akram          | Egito          | 14:59.56 |                  |
| 11   | 3       | 5            | Jack McLoughlin      | Austrália      | 15:01.55 |                  |
| 12   | 3       | 1            | Felix Auböck         | Áustria        | 15:02.78 |                  |
| 13   | 3       | 7            | Ilya Druzhinin       | Rússia         | 15:03.05 |                  |
| 14   | 2       | 3            | Marcelo Acosta       | El Salvador    | 15:04.79 |                  |
| 15   | 2       | 0            | Victor Johansson     | Suécia         | 15:05.91 | Recorde nacional |
| 16   | 4       | 1            | True Sweetser        | Estados Unidos | 15:07.38 |                  |
| 17   | 4       | 2            | Florian Wellbrock    | Alemanha       | 15:07.43 |                  |
| 18   | 3       | 3            | Daniel Jervis        | Reino Unido    | 15:07.97 |                  |
| 19   | 3       | 9            | Guilherme Costa      | Brasil         | 15:08.09 |                  |
| 20   | 4       | 9            | Anton Ipsen          | Dinamarca      | 15:10.02 |                  |
| 21   | 4       | 8            | Robert Finke         | Estados Unidos | 15:15.15 |                  |
| 22   | 3       | 0            | Antonio Arroyo       | Espanha        | 15:18.50 |                  |
| 23   | 2       | 2            | Brent Szurdoki       | África do Sul  | 15:18.84 |                  |
| 24   | 2       | 7            | Kristóf Rasovszky    | Hungria        | 15:23.87 |                  |
| 25   | 2       | 5            | Ji Xinjie            | China          | 15:23.91 |                  |
| 26   | 2       | 6            | Ákos Kalmár          | Hungria        | 15:23.96 |                  |
| 27   | 2       | 1            | Ricardo Vargas       | México         | 15:24.79 |                  |
| 28   | 2       | 8            | Guilherme Pina       | Portugal       | 15:26.10 |                  |
| 29   | 2       | 9            | Bogdan Scarlat       | Roménia        | 15:26.18 |                  |
| 30   | 1       | 9            | Nguyễn Hữu Kim Sơn   | Vietname       | 15:29.90 | Recorde nacional |
| 31   | 1       | 3            | Huang Guo-ting       | Taipé Chinesa  | 15:31.10 |                  |
| 32   | 1       | 2            | Aflah Fadlan Prawira | Indonésia      | 15:31.27 | Recorde nacional |
| 33   | 1       | 5            | Dimitrios Negris     | Grécia         | 15:35.55 |                  |
| 34   | 1       | 1            | Óli Mortensen        | Ilhas Feroé    | 15:37.77 |                  |
| 35   | 1       | 7            | Christian Bayo       | Porto Rico     | 15:52.78 |                  |
| 36   | 1       | 6            | Wesley Roberts       | Ilhas Cook     | 16:15.04 |                  |
| 37   | 1       | 0            | Franci Aleksi        | Albânia        | 16:42.97 |                  |
|      | 1       | 4            | Martín Naidich       | Argentina      | DNS      | DNS              |
| 1    | 8       | Felipe Tapia | Chile                |                | DNS      | DNS              |
| 3    | 8       | Sun Yang     | China                |                | DNS      | DNS              |

### Final
A final foi realizada em 30 de julho às 18h38. 
| Pos.              | Raia | Nadador              | Nacionalidade | Tempo    | Notas            |
| ----------------- | ---- | -------------------- | ------------- | -------- | ---------------- |
| Medalha de ouro   | 5    | Gregorio Paltrinieri | Itália        | 14:35.85 |                  |
| Medalha de prata  | 4    | Mykhailo Romanchuk   | Ucrânia       | 14:37.14 | Recorde nacional |
| Medalha de bronze | 1    | Mack Horton          | Austrália     | 14:47.70 |                  |
| 4                 | 3    | Gabriele Detti       | Itália        | 14:52.07 |                  |
| 5                 | 7    | Henrik Christiansen  | Noruega       | 14:54.58 |                  |
| 6                 | 8    | Serhiy Frolov        | Ucrânia       | 14:55.10 |                  |
| 7                 | 2    | Wojciech Wojdak      | Polónia       | 15:01.27 |                  |
| 8                 | 6    | Jan Micka            | Chéquia       | 15:09.28 |                  |

Legenda
| Recorde mundial       | Recorde mundial (World record)               |                       | Recorde africano                      | Recorde africano (African) |                                           | Q | Classificado por posição (Qualified) |
| Recorde do campeonato | Recorde do campeonato (Championship record)  | Recorde da América    | Recorde da América (Americas)         | q                          | Classificado por melhor tempo (Qualified) |   |                                      |
| Melhor marca do ano   | Melhor marca do ano (World leading)          | Recorde asiático      | Recorde asiático (Asian)              | DNS                        | Não largou (Did not start)                |   |                                      |
| Recorde nacional      | Recorde nacional (National record)           | Recorde europeu       | Recorde europeu (European)            | DNF                        | Não terminou (Did not finish)             |   |                                      |
| Recorde pessoal       | Recorde pessoal do atleta (Personal best)    | Recorde da Oceania    | Recorde da Oceania (Oceania)          | DSQ / DQ                   | Desclassificado (Disqualified)            |   |                                      |
| Recorde da temporada  | Recorde da temporada do atleta (Season best) | Recorde sul-americano | Recorde sul-americano (South America) | NM                         | Sem marca (No mark)                       |   |                                      |